# Долинський Роман
Роман Долинський (30 квітня 1899, с. Глушків, Городенківський район, Івано-Франківська область — 13 березня 1961, м. Нью-Йорк, США) — хорунжий УГА, підполковник дивізії Ваффен СС «Галичина».

## Життєпис
Народився 30 квітня 1899 у селі Глушків (тепер Городенківського району Івано-Франківської області. Ґімназію закінчив у Львові 1918 року.

### В УГА
Воював у складі 3-ї Бережанської бригади у званні підхорунжий, брав участь у боях під Львовом. Перед Чортківською офензивою був переведений на посаду команданта скорострільної сотні в ранзі хорунжого до 2-ї Коломийської бригади. В бою під Києвом був важко поранений і потрапив до більшовицького полону.

### В УРСР
Залишившись в УРСР, поступив на партійну роботу в аграрному секторі. З січня 1934 року обіймав посаду заступника начальника політичного сектору колгоспних господарств при Київському обласному земельному управлінні, з травня 1935 р. перебував у резерві Київського обкому партії. 23 серпня 1935 заарештований, засуджений до 5 років ув'язнення.

### У дивізії «Галичина»
1941 року перебрався до Бережан, де проживали родичі. В 1943 добровільно вступив до дивізії Ваффен СС «Галичина», став командиром кінної сотні. Відзначився у боях з відділами Сидора Ковпака на Холмщині у складі бойової групи Баєрсдорфа, за що отримав Хрест воєнної заслуги 2-го класу з мечами. Брав участь у боях під Бродами, в Австрії.
Після переїзду в жовтні 1945 року 1-ї дивізії Української національної армії до табору в Ріміні (Італія) Роман Долинський певний час був комендантом цього табору, згодом був замінений майором Савелієм Яськевичем.
У 1948 виїхав до Німеччини, згодом до Великої Британії; тривалий час був одним із керівників Спілки українських вояків Великої Британії.
Еміґрував до США; помер 13 березня 1961 року в Нью-Йорку від серцевого нападу.

## Нагороди
- Залізний хрест 2-го класу
- Хрест Воєнних заслуг 2-го класу (вересень 1944) - за відвагу в боях під Бродами
- Хрест Воєнних заслуг 2-го класу з мечами (квітень 1945)